# Mosquito Lake (Nordwest-Territorien)
Der Mosquito Lake ist ein See im Osten der Nordwest-Territorien in Kanada.

## Lage
Der Mosquito Lake liegt auf der Grenze zwischen der North und der South Slave Region, in einer weitgehend unbevölkerten Tundralandschaft im Norden Kanadas. Der 292 m hoch gelegene See befindet sich 80 km südwestlich vom Dubawnt Lake. Er weist eine große offene Wasserfläche auf. Die Längsausdehnung in Nord-Süd-Richtung beträgt 25 km. Die maximale Breite liegt bei 15 km. Der südlich benachbarte Mary Lake hat einen kurzen Abfluss zum Mosquito Lake. Dieser wird im Südosten über den Ecklund Lake zum Markham Lake entwässert. Letzterer liegt am Flusslauf des Dubawnt River.
Ein Esker, eine bahndammförmige Landform und Relikt der letzten Eiszeit, schneidet auf einer Strecke von 10 km den Randbereich des Sees an dessen westlichem Ufer.